# Eyrarbakki
Eyrarbakki je rybářská vesnice na jihozápadě Islandu, v obci Árborg. Žije zde 587 obyvatel, mezi ně nejsou počítáni vězňové ve zdejší věznici. Je založena na Velkém lávovém proudu (Þjórsá Lava).

## Ekonomika
Tradičním zdrojem obživy bylo zpracování ryb a výroba hliníkových pánví. Hlavní zpracovna ryb byla však uzavřena v devadesátých letech dvacátého století a dílna vyrábějící pánve zanikla stejně tak. Hlavním zaměstnavatelem je nedaleká věznice Litla-Hraun, největší na Islandu. Mimo to je zde několik malých farem chovajících Islandského koně. Dalším zdrojem příjmů je turistika.